# 奧列克辛齊 (斯里布涅區)
50°41′2″N 32°57′52″E / 50.68389°N 32.96444°E
奧列克辛齊（烏克蘭語：Олексинці），是烏克蘭北部的村莊，隸屬切爾尼希夫州的普里盧基區。該村處於雷索希爾河畔，始建於1450年，面積34.52平方公里，海拔高度117米，2021年人口300。